# Heinz Drache
Heinz Drache (Essen, 9 februari 1923 – Berlijn, 3 april 2002) was een Duitse acteur, stem- en hoorspelacteur.

## Biografie
Heinz Drache deed zijn opleiding aan het Alfred-Krupp-Gymnasium in Essen-Holsterhausen. Hij begon zijn acteercarrière in het theater. Hij speelde in Neurenberg, Düsseldorf en Berlijn. In Berlijn ontmoette hij ook Gustaf Gründgens. Dit bracht hem later naar Düsseldorf, waar Drache werd gecontracteerd voor een rol in Die Räuber van Friedrich von Schiller en in het toneelstuk Der Schatten, dat in 1947 in première ging. Zijn collega's waren onder meer Käthe Gold, Marianne Hoppe, Gustav Knuth en Elisabeth Flickenschildt.
Al in de jaren 1950 speelde Drache in tal van televisiefilms. Hij verwierf bekendheid in de jaren 1960 in de misdaadfilms gebaseerd op Edgar Wallace en Francis Durbridge. In 1962 speelde hij samen met Albert Lieven in de zesdelige kaskraker Das Halstuch, de criminele inspecteur Harry Yates uit Littleshaw. Hoewel dit zijn enige Durbridge-film was, was het ook de meest succesvolle televisieserie uit Durbridges pen. Vanwege zijn populariteit ontving Drache de Gouden Bravo Otto als de meest populaire tv-ster in de lezerspeiling van het jeugdblad BRAVO in 1962. Van 1985 tot 1989 deed hij als inspecteur ook onderzoek naar Bülow voor de plaats delict. Don Flanello, de bijnaam van Drache vanwege zijn voorkeur voor maatpakken, stond voor de camera tijdens in totaal zes Tatort-afleveringen in Berlijn.
Sinds 1946 werkt hij intensief als hoorspelacteur, voornamelijk bij de NWDR Keulen en het resulterende WDR. Hij was een van de hoofdrolspelers in de meeste producties, dus in 1951 naast Edith Teichmann en Max Eckard in Das kurze glückliche Leben des Francis Macomber  volgens Ernest Hemingway of in 1971 in Der Untertan als Diederich Heßling, met o.a. Heiner Schmidt, Walter Andreas Schwarz, Heinz von Cleve en Irmgard Först als partners.
Daarnaast werkte Drache ook als stemacteur in geselecteerde delen. Anders leende hij zijn stem aan andere gesynchroniseerde Hollywood-grootheden zoals Kirk Douglas, Glenn Ford, Frank Sinatra, Patrick McGoohan, Sean Connery en Richard Widmark. De bekendste nasynchronisatiewerken van Heinz Drache zijn waarschijnlijk de Duitse versies van Apocalypse Now (Robert Duvall) en de her-nasynchronisatie van The Third Man (Trevor Howard).
In zijn laatste rol stond hij voor de camera voor de eerste aflevering van de ARD-serie Adelsromanzen.

## Privéleven en overlijden
Heinz Drache was sinds 1957 getrouwd met Rosemarie Eveline Nordmann (1928-2006). Het huwelijk heeft drie kinderen. De dochter Angelika, geboren in 1948, komt uit een eerdere relatie met actrice Edith Teichmann (1921–2018).
Heinz Drache overleed in april 2002 op 79-jarige leeftijd. Hij overleed aan longkanker in een ziekenhuis in Berlijn na enkele maanden ziekte. Zijn graf bevindt zich op de begraafplaats Dahlem in veld 1.

## Filmografie

### Bioscoopfilms
- 1953: Einmal kehr' ich wieder
- 1954: Bei Dir war es immer so schön
- 1956: Spion für Deutschland
- 1957: Kein Auskommen mit dem Einkommen!
- 1958: Gefährdete Mädchen
- 1958: Madeleine Tel. 13 62 11
- 1958: Die Straße
- 1959: Der Rest ist Schweigen
- 1960: Die Frau am dunklen Fenster
- 1960: Mit 17 weint man nicht
- 1960: Der Rächer
- 1962: Die Tür mit den 7 Schlössern
- 1962: Nur tote Zeugen schweigen
- 1963: Der schwarze Panther von Ratana
- 1963: Der Zinker
- 1963: Das indische Tuch
- 1964: Das Wirtshaus von Dartmoor
- 1964: Ein Sarg aus Hongkong
- 1964: Der Hexer
- 1965: Sanders und das Schiff des Todes
- 1965: Sandy the Seal
- 1965: Schüsse im 3/4 Takt
- 1965: Neues vom Hexer
- 1966: Zeugin aus der Hölle
- 1966: Das Rätsel des silbernen Dreieck
- 1966: Die 13 Sklavinnen des Dr. Fu Man Chu
- 1967: Die 7 Masken des Judoka (Casse-tête chinois pour le judoka)
- 1968: Der Hund von Blackwood Castle
- 1968: Sandy the Seal

### Televisie
- 1954: Im sechsten Stock
- 1955: Die letzte Nacht der Titanic
- 1955: Heimkehr des Helden
- 1955: Der öffentliche Ankläger
- 1955: Begegnung im Balkan-Express
- 1956: Der Weg ist dunkel
- 1957: Minna von Barnhelm
- 1958: Was ihr wollt
- 1958: Die Beklagte
- 1958: Der Tod auf dem Rummelplatz
- 1959: Bei Anruf Mord
- 1961: Unerwartet verschied...
- 1961: Unseliger Sommer
- 1961: Ein Mädchen vom Lande
- 1962: Das Halstuch
- 1964: Die erste Legion
- 1964–1965: Krimi-Quiz – Amateure als Kriminalisten
- 1966: Intercontinental Express: Der Kronzeuge
- 1967: Entscheidung
- 1968: Der Snob
- 1975: Flirt von gestern
- 1977: Der Alte: Verena und Annabella
- 1979: Derrick: Das dritte Opfer
- 1981: Schöne Geschichten
- 1985: Tatort: Tod macht erfinderisch
- 1986: Tatort: Die kleine Kanaille
- 1986: Tatort: Tödliche Blende
- 1987: Höchste Eisenbahn
- 1988: Tatort: Schuldlos schuldig
- 1989: Tatort: Keine Tricks, Herr Bülow
- 1989: Tatort: Alles Theater
- 1999: Sturmzeit
- 2000: SOKO München: Der Mann des Jahres
- 2001: Jenseits des Regenbogens
- 2002: Die Kristallprinzessin

## Synchroonrollen (selectie)

### Films
- 1957: Richard Widmark als King Charles VII. in Saint Joan
- 1958: Richard Widmark als August 'Augie' Poole in The Tunnel of Love
- 1958: Richard Widmark als Clint Hollister in The Law and Jake Wade
- 1961: Kirk Douglas als Maj. Steve Garrett in Town Without Pity
- 1962: Richard Widmark als Mike King in How the West Was Won
- 1969: Christopher Lee als Lord George Jeffreys in El proceso de las brujas / Il trono di fuoco
- 1975: Tomas Milian als Sakura in Il bianco il giallo il nero
- 1979: Robert Duvall als Lieutenant Colonel Bill Kilgore in Apocalypse Now

### Series
- 1960–1961: Patrick McGoohan als John Drake in Danger Man
- 1977: Gerald Mohr als Cato Troxell in Bonanza
- 1986: Charlton Heston als Jason Colby in Dynasty
- 1987: Charlton Heston als Jason Colby in Die Colbys – Dynasty II – The Colbys, The Colbys
- 1992: Patrick McGoohan als Col. Lyle C. Rumford/Nelson Brenner in Columbo

## Hoorspelen
- 1946: Nun singen sie wieder (volgens Max Frisch) – regie: Theodor Mühlen
- 1946: Die guten Feinde – regie: Theodor Mühlen
- 1948: Das Geheimnis des Pater Brown; aflevering 3: Das Lied an die fliegenden Fische – regie: Eduard Hermann
- 1948: Die Orgel darf nicht schweigen – Auteur en regie: Wilhelm Semmelroth
- 1949: Ballade vom Eulenspiegel, vom Federle und von der dicken Pompanne – regie: Wilhelm Semmelroth
- 1949: Faust. Der Tragödie zweiter Teil (nach Johann Wolfgang von Goethe) – regie: Ludwig Berger
- 1949: Weh' dem, der lügt (volgens Franz Grillparzer) – regie: Wilhelm Semmelroth
- 1950: Alle meine Söhne (volgens Arthur Miller) – regie: Wilhelm Semmelroth
- 1950: Madeleine 5 – regie: Raoul Wolfgang Schnell
- 1950: Der Familientag – regie: Wilhelm Semmelroth
- 1951: Venus im Licht – regie: Wilhelm Semmelroth
- 1951: Der Bote – regie: Ludwig Cremer
- 1951: Major Barbara (volgens George Bernard Shaw) – regie: Edward Rothe
- 1951: Das kurze glückliche Leben des Francis Macomber (volgens Ernest Hemingway) – regie: Ludwig Cremer
- 1951: Ein kleines Lied – regie: Wilhelm Semmelroth
- 1951: Der heilige Schustergeselle – regie: Wilhelm Semmelroth
- 1952: Albert und Angelika – regie: Wilhelm Semmelroth
- 1952: Faust. Eine Tragödie (nach Johann Wolfgang von Goethe) – regie: Wilhelm Semmelroth
- 1952: Erasmus im stillen Winkel – regie: Wilhelm Semmelroth
- 1952: Nebeneinander – regie: Wilhelm Semmelroth
- 1952: Kampf gegen den Tod; aflevering 1: Das göttliche Erbe – regie: Ludwig Cremer
- 1952: Der Brückenbauer – regie: Eduard Hermann
- 1952: Das letzte Gepäck – regie: Raoul Wolfgang Schnell
- 1952: Kampf gegen den Tod; aflevering 2: Engel mit den schwarzen Schwingen – regie: Ludwig Cremer
- 1952: Achtung, Selbstschuß! – regie: Raoul Wolfgang Schnell
- 1952: Das Thüringer Spiel von den zehn Jungfrauen – regie: Wilhelm Semmelroth
- 1952: Der Biberpelz (volgens Gerhart Hauptmann) – regie: Wilhelm Semmelroth
- 1952: Flandrischer Herbst – regie: Ludwig Cremer
- 1952: Der Besuch des Fremden – regie: Wilhelm Semmelroth
- 1952: Unsere Straße – regie: Ulrich Erfurth
- 1953: Die Straße nach Cavarcere – regie: Edward Rothe
- 1953: Lorenzaccio – regie: Wilhelm Semmelroth
- 1953: Das einsame Haus – regie: Franz Zimmermann
- 1953: Clarius findet einen Stern – regie: Werner Honig
- 1953: Die Entscheidung fiel um 10.30 Uhr – regie: Hermann Pfeiffer
- 1953: Man springt doch nicht vom Eiffelturm – regie: Hermann Pfeiffer
- 1953: Der Hammer – regie: Wilhelm Semmelroth
- 1953: Der Menschenfeind (volgens Molière) – regie: Wilhelm Semmelroth
- 1953: Ich kannte die Stimme – regie: Franz Zimmermann
- 1953: Minna von Barnhelm (volgens Gotthold Ephraim Lessing) – regie: Lothar Müthel
- 1953: Kampf gegen den Tod; aflevering 8: Der unvergängliche Zweikampf, 2e deel – regie: Wilhelm Semmelroth
- 1953: Heimkehr – regie: Erwin Piscator
- 1953: Die Sündflut – regie: Ludwig Cremer
- 1953: Goethe schreibt ein Hörspiel – regie: Wilhelm Semmelroth
- 1953: Der Tod des Sokrates – regie: Wilhelm Semmelroth
- 1953: Roter Mohn – regie: Franz Zimmermann
- 1953: Jan der Träumer – regie: Raoul Wolfgang Schnell
- 1954: Eine Dummheit macht auch der Gescheiteste – regie: Walter Knaus
- 1954: Familie Professor Linden – regie: Ludwig Cremer
- 1954: Ströme sterben nicht – regie: Wilhelm Semmelroth
- 1955: Prozeßakte Vampir (5 delen) – regie: Hans Gertberg
- 1955: Eine Gondel in Paris – regie: Hanns Korngiebel
- 1956: Die Krähenkolonie – regie: Erich Köhler
- 1956: Wo ist "Mister Milburry" (7 delen) – regie: Hans Bernd Müller
- 1957: Ein besserer Herr – regie: Wilhelm Semmelroth
- 1957: Die Kurve – regie: Ludwig Cremer
- 1957: Die Rechnung ohne den Wirt – regie: Edward Rothe
- 1957: Volpone – regie: Helmut Brennicke
- 1957: Inspektor Hornleigh auf der Spur (1) – regie: Hermann Pfeiffer
- 1957: Das Band (volgens August Strindberg) – regie: Gerhard F. Hering
- 1957: Doktor Semmelweis – regie: Oswald Döpke
- 1957: Blick zurück im Zorn – regie: Ludwig Cremer
- 1957: Das Tor der Tränen – regie: Günter Bommert
- 1957: Schirmers Erbschaft (volgens Eric Ambler) – regie: Cläre Schimmel
- 1958: Das flämische Freiheitslied. Die Geschichte Till Eulenspiegels und Lamme Goedzaks – regie: Ludwig Cremer
- 1958: Die Vögel – regie: Carl Nagel
- 1958: Stimmen im Eis – regie: Günter BBommert
- 1958: Geschichten vom Kater Musch: Der unbekannte Besucher (van Ellis Kaut) – regie: Fritz Peter Vary
- 1958: König Lear (volgens William Shakespeare) – regie: Wilhelm Semmelroth
- 1958: Sein erster Prozeß – regie: Cläre Schimmel
- 1958: Kriselei – regie: Edward Rothe
- 1958: Friede für einen Abend? – regie: Curt Goetz-Pflug
- 1959: Frontbericht – regie: Heinz von Cramer
- 1959: Amphitryon – regie: Ulrich Lauterbach
- 1959: Beckett – Sudermann – Osborne – regie: Oswald Döpke
- 1959: Eduard und Caroline – regie: Raoul Wolfgang Schnell
- 1959: Das befohlene Konzert – regie: Günter Bommert
- 1959: Richard Wagner – E. M. Remarque – Bert Brecht – regie: Oswald Döpke
- 1959: Horatio Hornblower's Abenteuer, Taten und Leiden – regie: Rolf von Goth en Erich Köhler
- 1960: Die Höhle des Philosophen – regie: Oswald Döpke
- 1960: Das Buch und der Pfiff – regie: Gustav Burmester
- 1960: Arbeitsgruppe: Der Mensch – regie: Oswald Döpke
- 1961: Das Tagebuch eines Verführers – regie: Ulrich Lauterbach
- 1961: Bericht von Apfelbäumen / Bericht über Apfelbäume – regie: Gustav Burmester
- 1961: Mein Sohn, der Herr Minister – regie: Erich Köhler
- 1962: Nadel und Kamm oder: Das Öl von Buraimi – regie: Horst Loebe
- 1962: Die roten Pfeile – regie: Horst Loebe
- 1963: Treffpunkt Vergangenheit – regie: Ulrich Gerhardt
- 1963: Besichtigung einer Stadt – regie: Miklós Konkoly
- 1963: Probe in Wahrheit – regie: Oswald Döpke
- 1963: Der Sprachkursus – regie: Oswald Döpke
- 1963: Alarm – regie: Wolfgang Spier
- 1963: Offene Türen – regie: Erich Köhler
- 1965: Mann gegen Mann – regie: Oswald Döpke
- 1967: Starallüren – regie: Heinz Hostnig
- 1968: Allmähliche Verfertigung einer Rede wie im Halbschlaf – regie: Oswald Döpke
- 1968: Die Toten von Spoon River – regie: Wolfgang Schenck
- 1969: Der Hirschkäfer – regie: Fritz Schröder-Jahn
- 1970: Autorengespräch – regie: Otto Düben
- 1971: Entführungen – regie: Oswald Döpke
- 1971: Vorstellungen während der Frühstückspause – regie: Wolfram Rosemann
- 1971: Der Untertan (zesdelig volgens Heinrich Mann) – regie: Ludwig Cremer
- 1971: Crescendo des Grauens – regie: Raoul Wolfgang Schnell
- 1972: Der Teufel, der heißt Jaromir – regie: Oswald Döpke